# Смолярівський заказник
Смолярівський заказник — загальнозоологічний заказник місцевого значення в Україні. Об'єкт розташований на території Ковельського району Волинської області, ДП «Старовижівське ЛГ», Дубечнівське лісництво, кв. 66–69; кв. 70, вид. 1–37; кв. 71–78; кв. 79, вид. 1, 2, 4–17; кв. 80; кв. 81, вид. 15–22; кв. 82. 
Площа — 1 422 га, статус отриманий у 1991 році.
Охороняються сосново-дубові лісові насадження віком 65–85 років з підростом із граба звичайного, берези повислої та підліском із ліщини європейської, крушини ламкої, горобини звичайної. У трав'яному покриві зростають чорниця та брусниця.
У заказнику мешкають та розмножуються ссавці: лось, свиня дика, сарна європейська, лисиця звичайна, куниця лісова, вивірка, заєць сірий, борсук та птахи: щеврик лісовий, вівсянка звичайна, зеленяк, синиця велика і блакитна, дятли звичайний і малий. Трапляються рідкісні види: тетерук і орябок, що занесені до Червоної книги України та міжнародних природоохоронних списків.

## Галерея

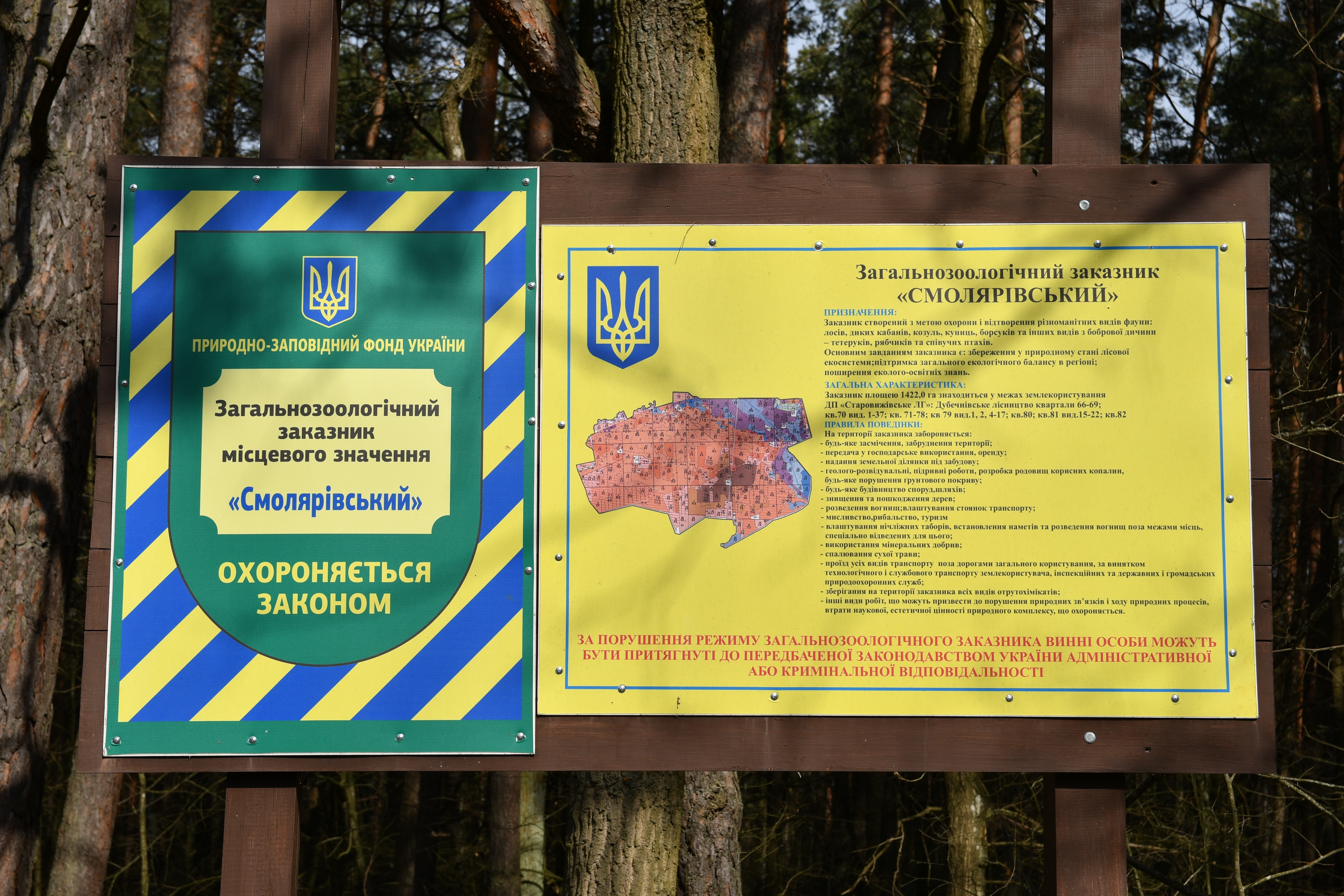
Охоронна та інформаційна дошки
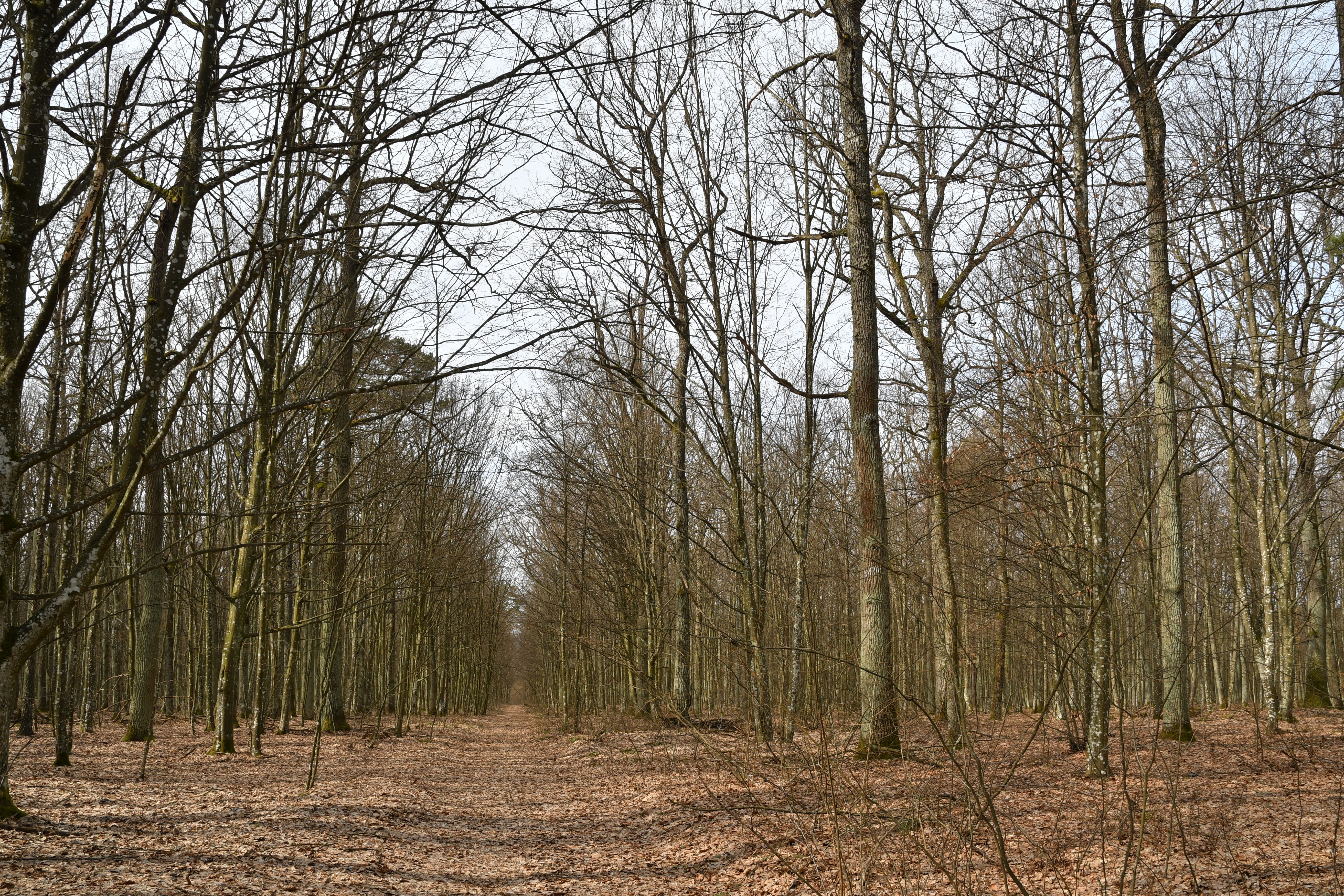
Вигляд центральної частини
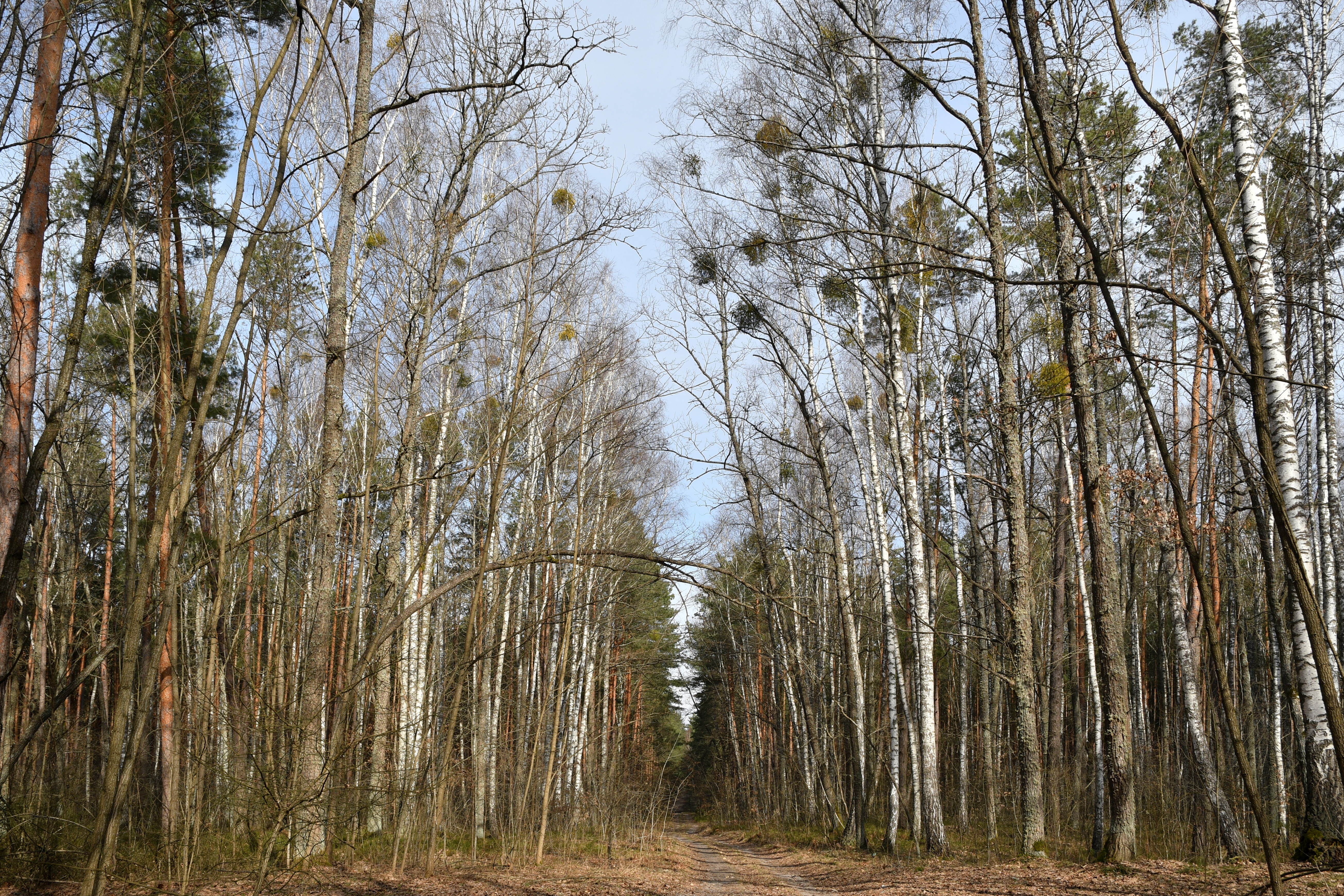
Вигляд південної частини
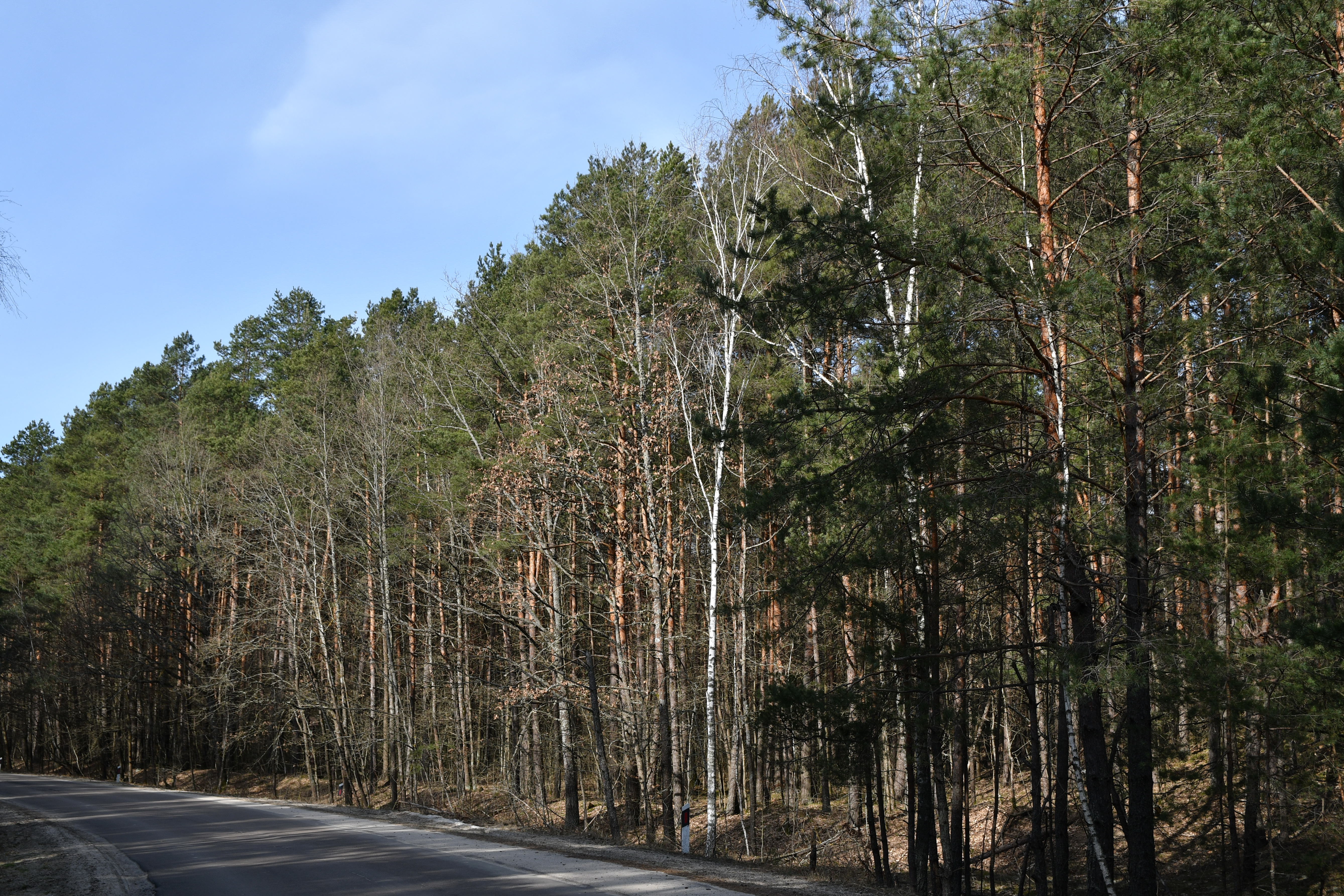
Вигляд з дороги
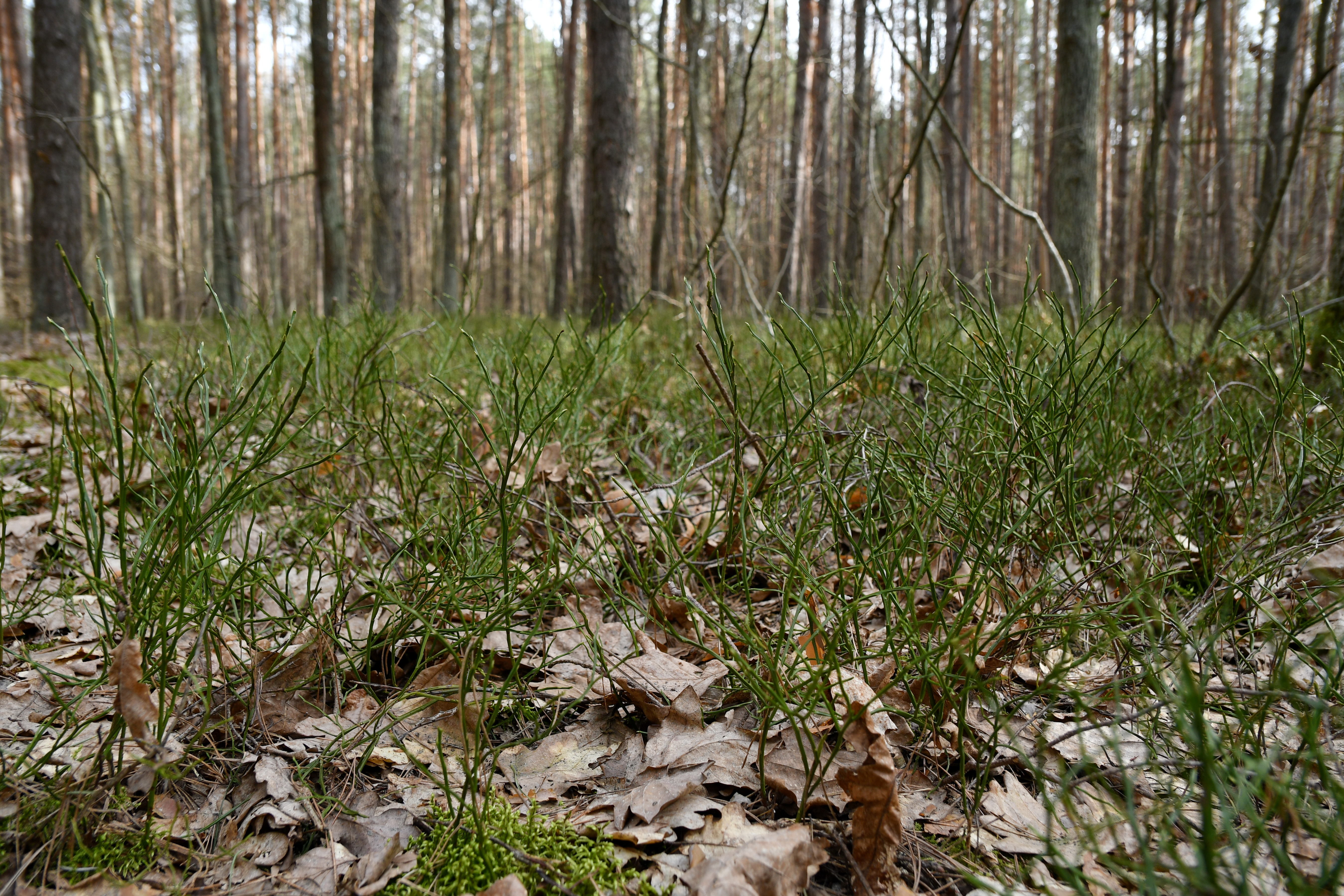
Чорниця звичайна у квітні